# Tenis stołowy na Letnich Igrzyskach Olimpijskich 1992

## Mężczyźni

### singel
| Lp. | Państwo          | Zawodnik             |
| --- | ---------------- | -------------------- |
| 1   | Szwecja          | Jan-Ove Waldner      |
| 2   | Francja          | Jean-Philippe Gatien |
| 3   | Korea Południowa | Kim Taek-soo         |
| 3   | Chiny            | Ma Wenge             |

### debel
| Lp. | Państwo          | Zawodnicy                      |
| --- | ---------------- | ------------------------------ |
| 1   | Chiny            | Lü Lin Wang Tao                |
| 2   | Niemcy           | Steffen Fetzner Joerg Rosskopf |
| 3   | Korea Południowa | Kang Hee-chan Lee Chul-seung   |
| 3   | Korea Południowa | Kim Taek-soo Yoo Nam-kyu       |

## Kobiety

### singel
| Lp. | Państwo          | Zawodniczka   |
| --- | ---------------- | ------------- |
| 1   | Chiny            | Deng Yaping   |
| 2   | Chiny            | Qiao Hong     |
| 3   | Korea Południowa | Hyun Jung-hwa |
| 3   | Korea Północna   | Li Bun-hui    |

### debel
| Lp. | Państwo          | Zawodniczki               |
| --- | ---------------- | ------------------------- |
| 1   | Chiny            | Deng Yaping Qiao Hong     |
| 2   | Chiny            | Chen Zihe Gao Jun         |
| 3   | Korea Południowa | Hong Cha-ok Hyun Jung-hwa |
| 3   | Korea Północna   | Li Bun-hui Yu Sun-bok     |